# Wasserschloss Werdringen

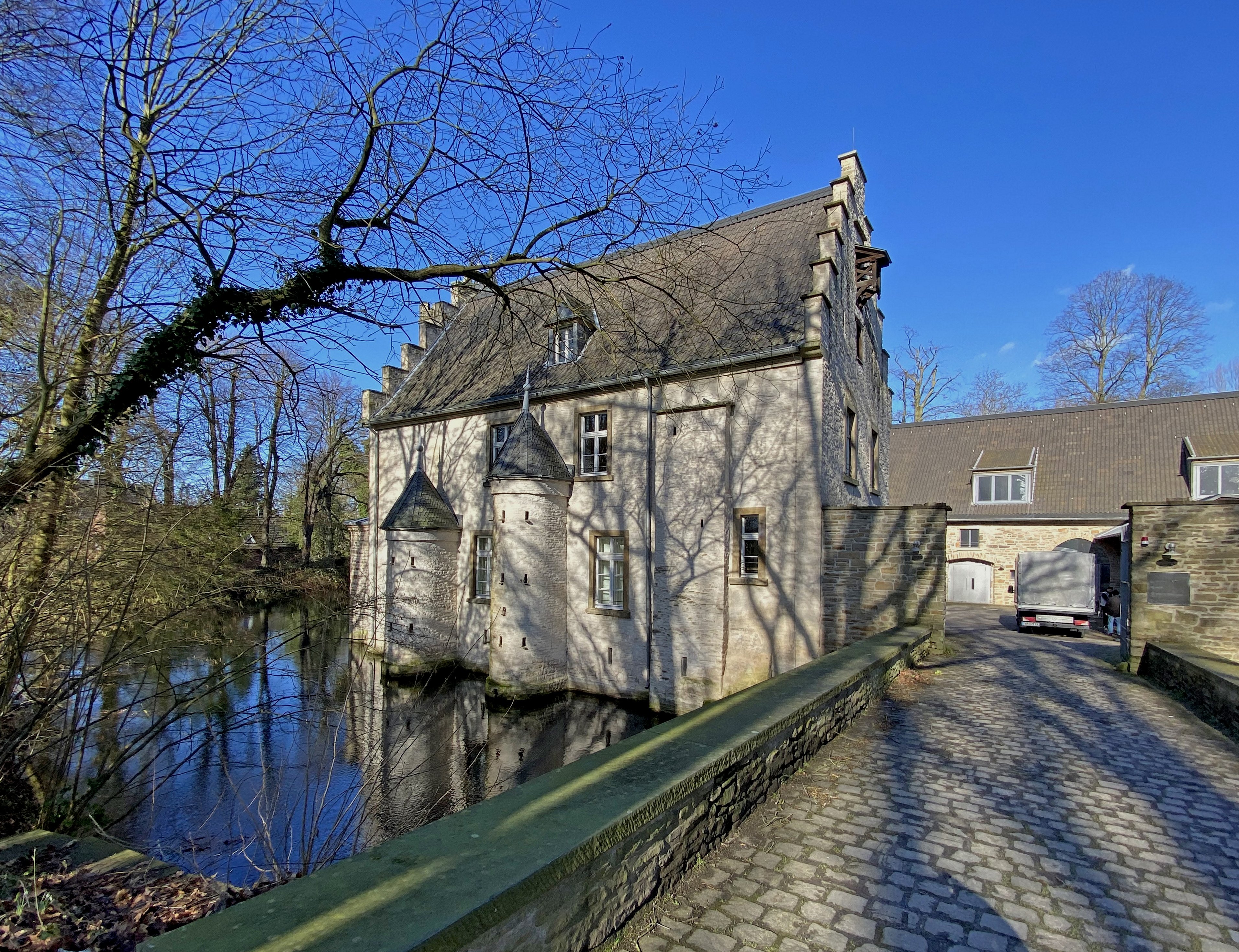
Wasserschloss Werdringen (Februar 2021)

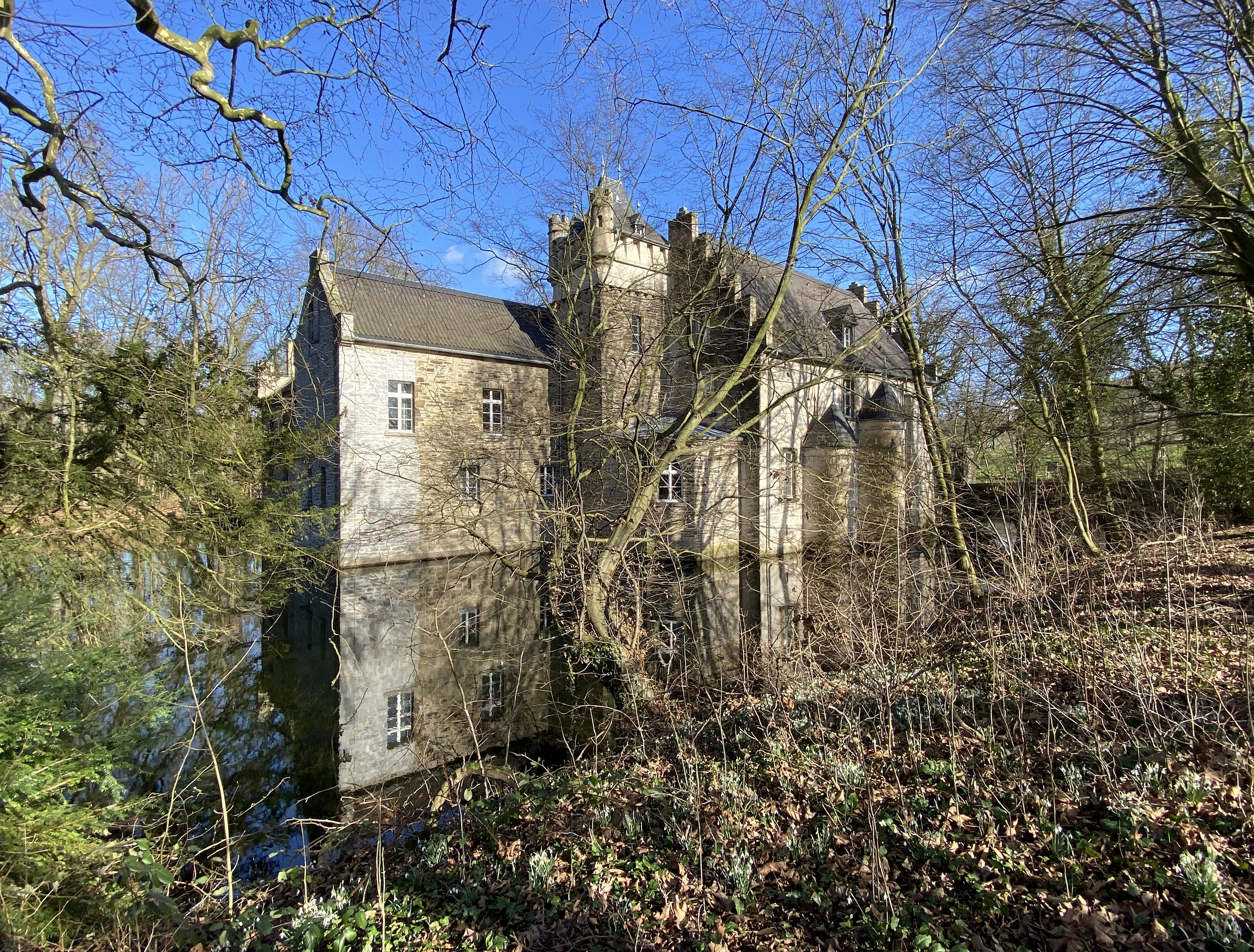
Wasserschloss Werdringen

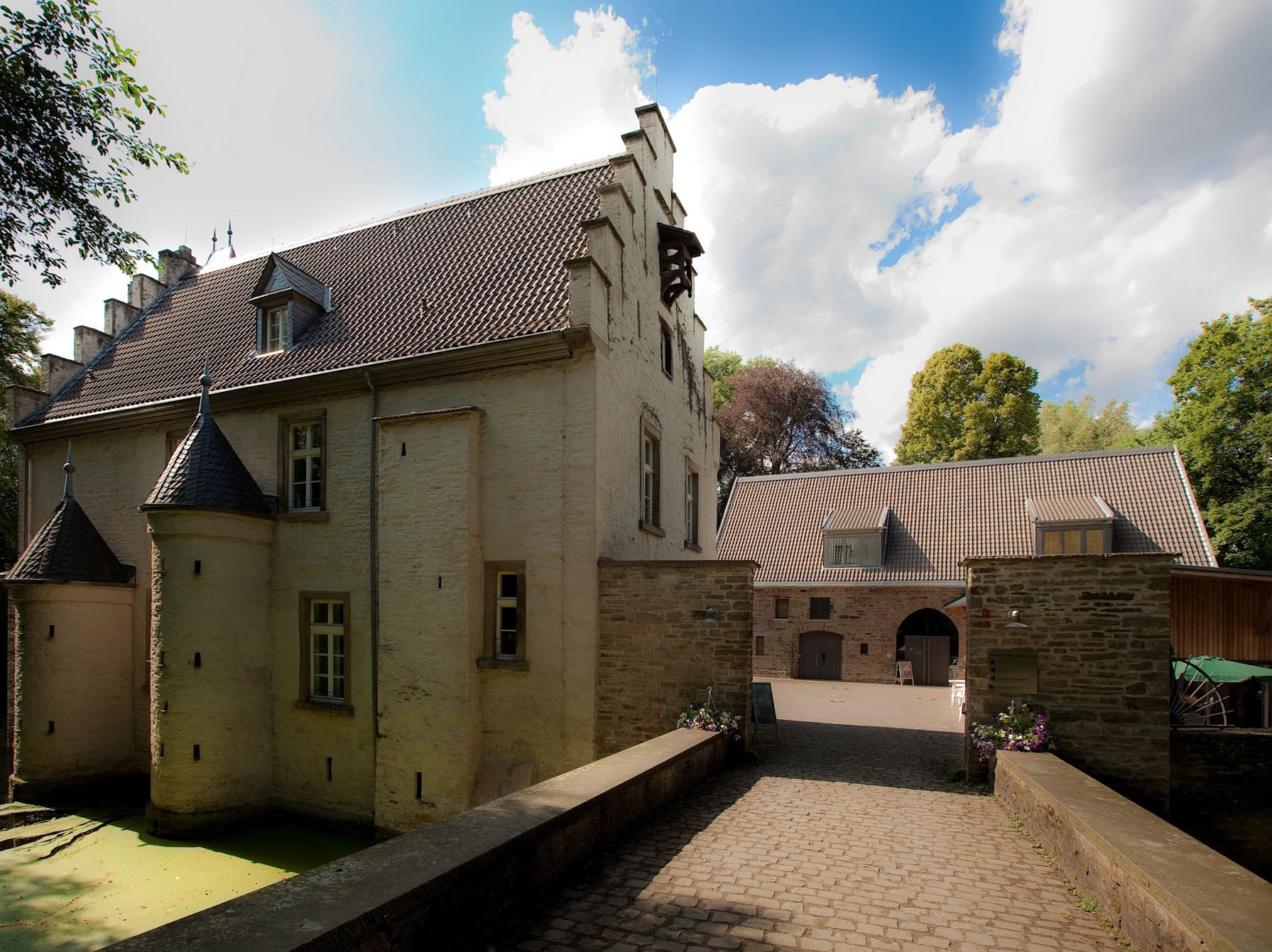
Wasserschloss Werdringen 2009

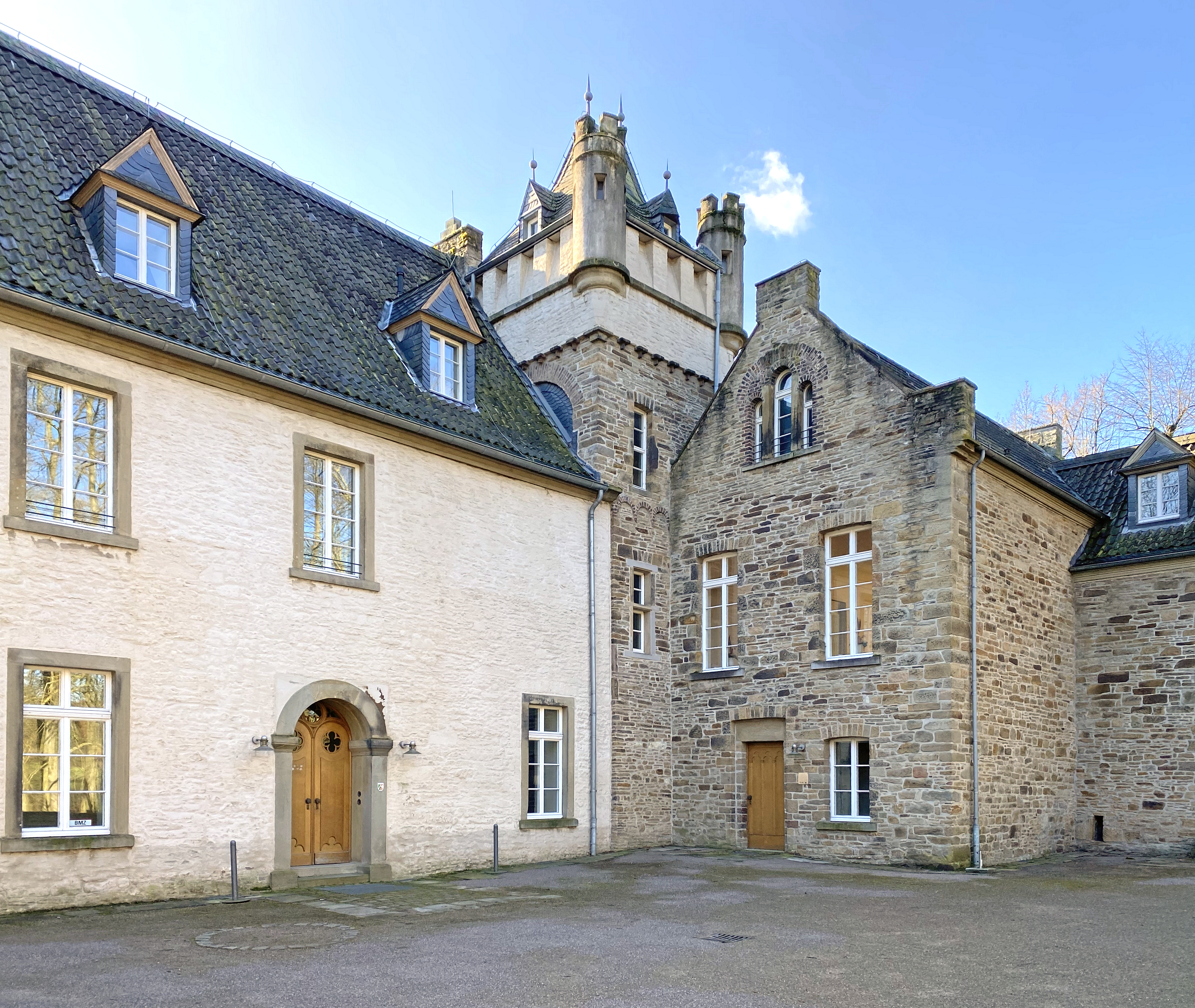
Innenhof auf der Nordseite

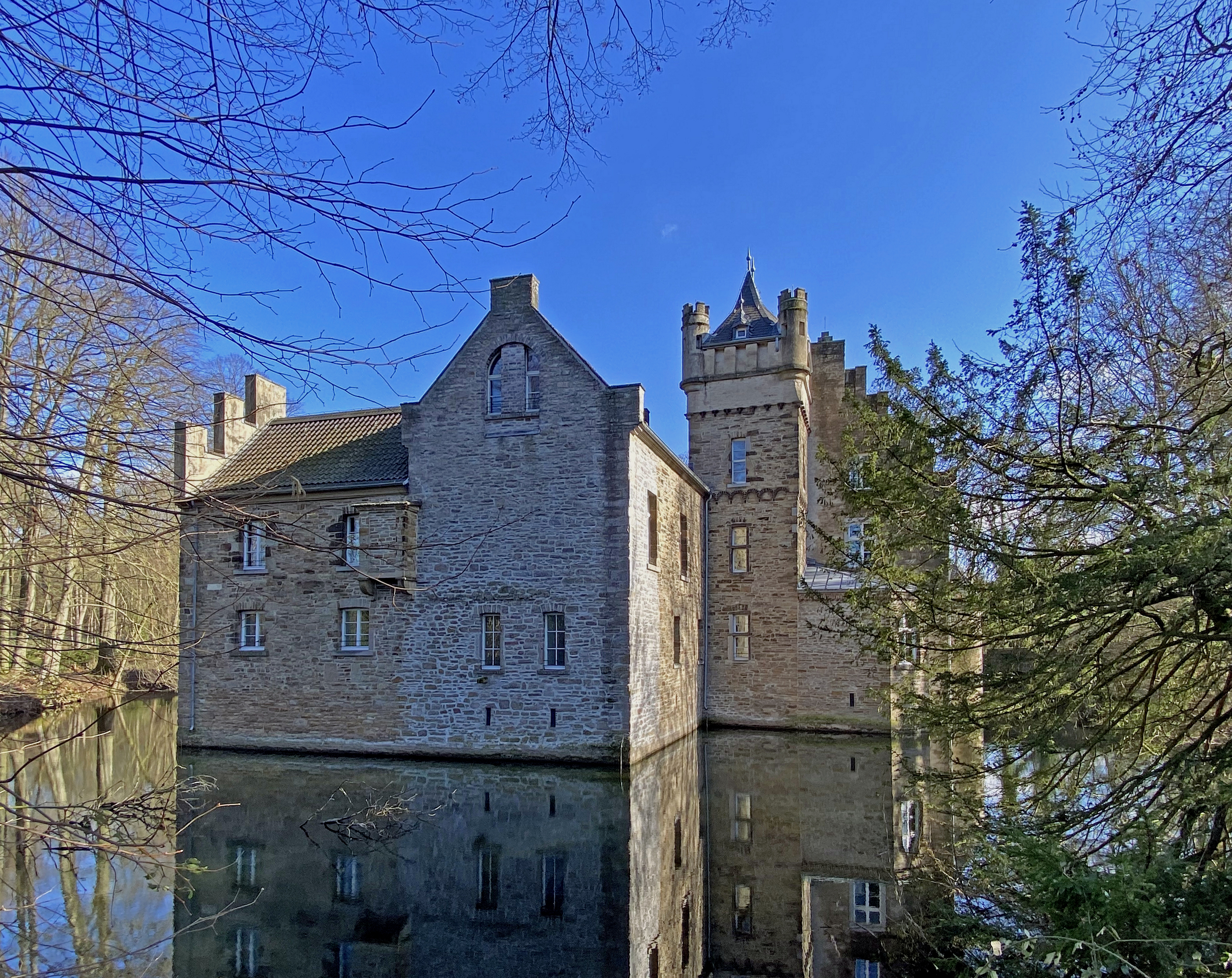
Westseite

Das Wasserschloss Werdringen ist eine Wasserburg in Hagen-Vorhalle nahe der Ruhr am Harkortsee unterhalb des Kaisbergs. Es beherbergt in einem Nebengebäude das überregionale Archäologiemuseum Hagen.

## Landschaft
Die ursprünglich als Wasserburg errichtete Anlage liegt im Geschützten Landschaftsbestandteil Wasserschloß Werdringen mit altem Baumbestand. In den Gräften und Wassergräben der Schlossanlage sind seltene Tier- und Pflanzenarten zu finden. Die Landschaft um das Wasserschloss ist bekannt für eine vielfältige Amphibien-Fauna und zahlreiche geschützte Libellen-Arten, darunter auch die größten in Mitteleuropa vorkommenden Libellen. Es ist reizvoll, sich die Fossilien der Vorfahren dieser Amphibien und Libellen im Museum für Ur- und Frühgeschichte, das sich in der früheren Burganlage befindet, anzuschauen.
Die nähere Umgebung des Wasserschlosses ist eine Geschichtslandschaft und zählt seit über 200 Jahren zu den wichtigsten Fundgebieten für Fossilien und archäologische Funde. Nicht weit vom Schloss entfernt befindet sich der frühere Steinbruch Hagen-Vorhalle. Dort wurden die weltweit ältesten bekannten Fluginsekten der Erdgeschichte entdeckt. Sie lebten vor rund 316 Millionen Jahre im Karbon.
Am Fuße des Kaisbergs fanden sich 1876 drei Langschwerter der jüngeren Bronzezeit, die zu den archäologischen Kostbarkeiten in Nordrhein-Westfalen zählen. Aber auch die bisher ältesten modernen Menschen in Westfalen und im Ruhrgebiet wurden in der Nähe des Wasserschlosses bei Hohenlimburg gefunden. Im Museum für Ur- und Frühgeschichte im Wasserschloss Werdringen sind zahlreiche geologische und archäologische Funde aus 450 Millionen Jahren Geschichte des südlichen Ruhrgebiets und Sauerlands sowie des mittleren Ruhr- und unteren Lennetales ausgestellt.
Die zahlreichen Natur- und Bodendenkmäler, der malerische Blick in das Ruhrtal mit den benachbarten Ruinen der Burg Volmarstein und der Burg Wetter sowie auf den Wetterschen Harkortturm und Freiherr-vom-Stein-Turm machen Werdringen zu einem Ort, der zu den landschaftlich attraktivsten in Nordrhein-Westfalen zählt. Direkt gegenüber von Werdringen auf dem jenseitigen Ufer der Ruhr liegt die historische Fachwerk-Altstadt von Wetter (Ruhr).

## Geschichte
Das Wasserschloss war ursprünglich ein Lehen der Herren von Volmestein und erfährt seine erste urkundliche Erwähnung zur Mitte des 13. Jahrhunderts. Damals gehörte es zum Besitz der Erzbischöfe von Köln. Im Territorium derer von Volmestein befand sich auch der Hof und die Kirche zu Hagen. Sie waren die Keimzelle der späteren Großstadt Hagen.
Werdringen war vom 13. bis 15. Jahrhundert im Besitz der ritterbürtigen Herren Dobbe (der Namenspartikel „von“ wurde von Adligen der Region nicht getragen), die unter anderem auch zum Stadtadel in Dortmund zählten und mit den Grafen von der Mark verbunden und den Herren von der Recke verschwägert waren. Damals bestand der Adelssitz aus mehreren befestigten Gebäuden, die baugeschichtlich als „feste Häuser“ bzw. „Turmhäuser“ anzusprechen sind. Ob die Reste einer Motte, die sich bei Werdringen erhalten haben, im 12. oder 13. Jahrhundert ein Vorgängerbau der späteren Wasserburg gewesen war, ist aufgrund der bisher fehlenden archäologischen Untersuchungen unklar.
Nach der Eroberung der Burg Volmarstein 1324 durch die Grafen von der Mark wurde Werdringen ein Teil der Grafschaft Mark. Im Spätmittelalter und in der Frühen Neuzeit wechselten die Eigentümer mehrfach. Nachgewiesen sind die niederadeligen Familien Dobbe, Düdinck, Haer, Capelle, von Berchem und von Grüter. 1617 wurden die Freiherren von der Recke-Volmerstein als Erben des ausgestorbenen Geschlechts Dobbe mit dem Gesamtbesitz belehnt.
In der Soester Fehde erfolgte 1449 die Beschießung, Teilzerstörung und Brandschatzung des Adelssitzes. Der Wiederaufbau führte im 15. Jahrhundert zur Anlage einer Wasserburg. Ende des 18. Jahrhunderts war die Anlage bereits stark beschädigt und ruinös. Neben dem Abbruch der hölzernen Zugbrücke, die 1800 durch eine heute noch vorhandene Steinbrücke ersetzt wurde, erfolgte auch der Abbruch der bis dahin über 2 Meter hohen Ringmauern, die heute nur zur Hälfte der ursprünglichen Höhe erhalten sind, und Teilen der mittelalterlichen Gebäude.

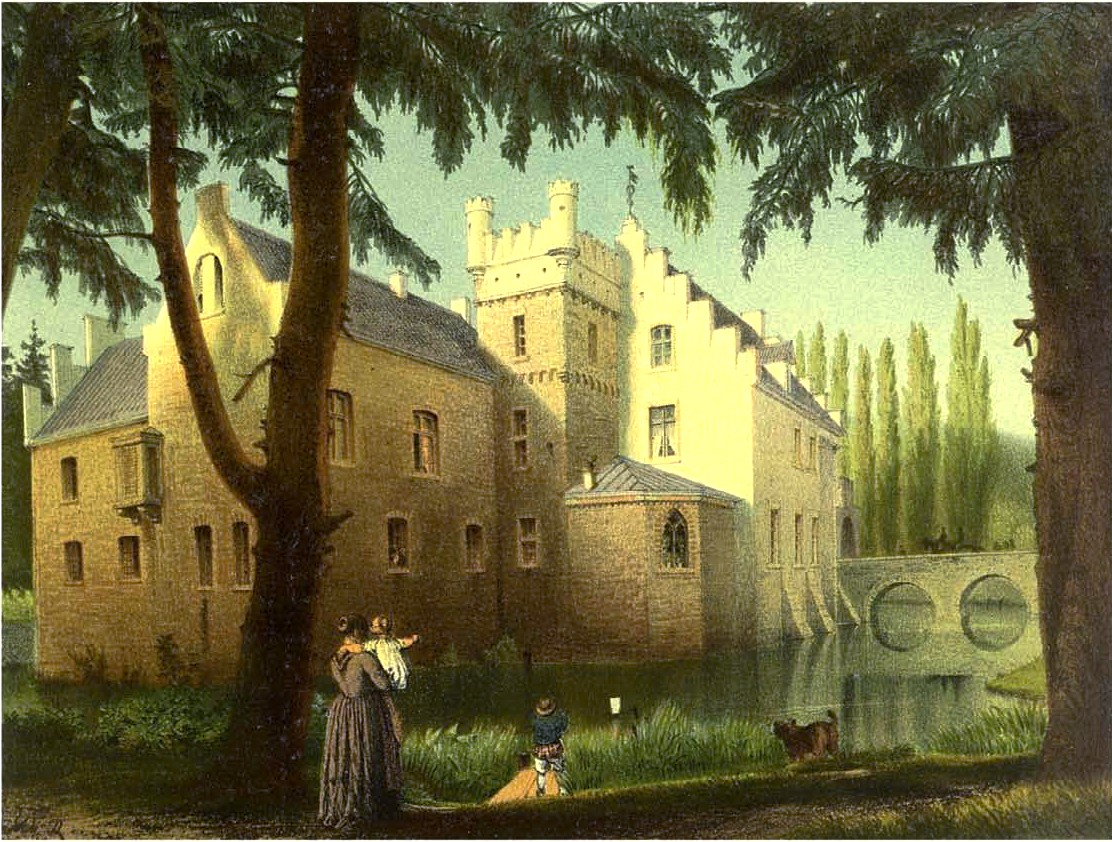
Wilhelm Riefstahl: Schloss Werdringen um 1860, Sammlung Alexander Duncker

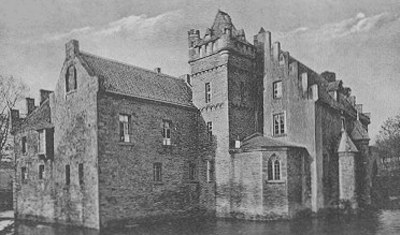
Das Wasserschloss um 1900

1850 nahm eine Linie der 1817 in den preußischen Grafenstand erhobenen Adelsfamilie von der Recke von Volmerstein ihren Wohnsitz auf der Wasserburg Werdringen. 1856/57 ließ Graf Friedrich Wilhelm von der Recke-Volmerstein (1817–1891), der den Adelssitz 1850 anlässlich seiner Heirat mit Freifrau Louisa von Plessen vom Vater Ottomar als Wohnsitz erhalten hatte, Teile der mittelalterlichen/frühneuzeitlichen Gebäude renovieren und zu einem Wasserschloss im neugotischen (historistischen) Stil ausbauen.
Das aus dem 13./14. Jahrhundert stammende „Herrenhaus“ mit seinem Stufengiebel sowie das im Spätmittelalter ursprünglich als Wohnhaus, dann aber als Remise dienende Gebäude blieben jedoch weitgehend unverändert. Besonders charakteristisch für die neugotische Bauphase des Wasserschlosses sind die „Kapelle“ und der „Turm“. In den Waldungen des benachbarten Kaisbergs legte Graf Ottomar ein Mausoleum an, das bis um 1880 als Bestattungsplatz benutzt wurde.
1895 wurde der Wohnsitz durch Graf Otto von der Recke-Volmerstein (1851–1921) nach Schlesien verlegt. Das Wasserschloss diente anschließend als Wohnsitz des Aufsehers und später als landwirtschaftlicher Betrieb. Im 20. Jahrhundert verfiel es zusehends. Ende der 1920er Jahre ging das Wasserschloss durch Kauf in das Eigentum des Tiefbauunternehmers Niebur aus Bochum über, der nach dem erheblichen Verfall der letzten Jahrzehnte einige Ausbesserungen vornahm. Hierzu zählen eine neue Schieferdeckung sämtlicher Türme und der Ersatz der alten Brücke über den Wassergraben. Im „Dritten Reich“ wurde es der Deutschen Arbeitsfront übereignet, die im Umkreis von Werdringen eine Mustersiedlung anlegen wollte. Bereits 1939 war Werdringen als Außenstelle des „Sauerländischen Friedrich Harkort-Museums“ in Hagen vorgesehen.
Das Wasserschloss wurde 1977 von der Stadt Hagen erworben. Seit 1985 wurden in Zusammenarbeit mit einem Bürgerverein umfangreiche Renovierungsarbeiten durchgeführt, die mit der Einrichtung des Museums für Ur- und Frühgeschichte beendet waren. Heute ist das Wasserschloss ein beliebtes Ausflugsziel im Ruhrtal und in Südwestfalen.

## Archäologiemuseum Hagen

### Sammlung
Am 7. November 2004 wurde im Wasserschloss Werdringen als Museum der Stadt Hagen und Außenstelle des Historischen Centrums Hagen eine Dauerausstellung mit Schwerpunkt auf paläontologische und archäologische Sammlungen, das Museum für Ur- und Frühgeschichte eröffnet. In kurzer Zeit entwickelte sich das Museum für Ur- und Frühgeschichte zu einem Hauptanziehungspunkt in der Region. Bereits wenige Monate nach der Eröffnung verzeichnete das Museum über 30.000 Besucher aus nah und fern. 2021 wurde das Museum in Archäologiemuseum Hagen umbenannt.
Die Geschichte der Sammlung reicht über 200 Jahre zurück. Im Museum werden geologische und archäologische Funde verwahrt, die bereits im 18. Jahrhundert in der Region entdeckt wurden. Maßgeblichen Anteil besaßen die Sammlungen von Friedrich Harkort und Karl Ernst Osthaus, die im 19. und frühen 20. Jahrhundert angelegt wurden. Sie gelangten in den 1930er Jahren in den Besitz des in Hagen eröffneten und 1943–1945 zerstörten Sauerländischen Museums für Vor- und Frühgeschichte. Ein Großteil der Sammlung ging infolge der Bombardierung verloren.
Nach dem Zweiten Weltkrieg wurden die Sammlungen der Stadt Hagen ab 1975 durch den Archäologen Wilhelm Bleicher im Museum Hohenlimburg auf dem Schloss Hohenlimburg zusammengefasst. In dem räumlich eingeschränkten, 2002 aufgelösten städtischen Museum erfolgte eine Präsentation in drei kleinen und unzureichenden Räumen sowie in einem winzigen Bodengang.
Erst 2004 erfolgte mit der Eröffnung des Museums für Ur- und Frühgeschichte im Wasserschloss Werdringen eine wissenschaftlich fundierte Ausstellung der reichhaltigen und überregional bedeutenden Sammlungsbestände. Das Museum für Ur- und Frühgeschichte kooperiert eng mit den Universitäten in Münster und Köln sowie mit zahlreichen weiteren Instituten und der Bodendenkmalpflege. Das städtische Museum wird geleitet von Ralf Blank.

### Ausstellung
Das Museum zeigt auf drei Etagen die Entwicklung des Lebens und der Siedlungsgeschichte in Südwestfalen seit 450 Millionen Jahren. Neben Fossilien vom Ordovizium über das Karbon und die Kreidezeit bis zum Tertiär und zur Eiszeit thematisiert die Ausstellung die ur- und frühgeschichtliche Besiedlung von der Altsteinzeit, hierunter auch zahlreiche Funde aus der Balver Höhle und von anderen Fundplätzen in der Region, bis zum Mittelalter. Eine besondere Bedeutung haben dabei die archäologischen Funde von der Raffenburg, die den Alltag auf einer Landesburg im 13. Jahrhundert dokumentieren.
Gezeigt werden in dem mittelalterlichen Gebäude auch international bedeutende Funde, wie beispielsweise die Skelettreste von Menschen aus dem frühen Mesolithikum, die in der Blätterhöhle in Hagen entdeckt und wissenschaftlich untersucht werden, und die kleine Bronzeplastik eines Wasservogels aus der Hallstattzeit, die aus dem südlichen Alpenraum in das Sauerland gelangte.
Im Eingangsbereich werden die Besucher von einer lebensnahen Dermoplastik eines 3,70 Meter hohen und 6,50 Meter langen Mammuts empfangen. Auch in den anderen Museumsabteilungen ergänzen nach wissenschaftlichen Erkenntnissen gefertigte Rekonstruktionen und Plastiken in hochwertiger Museumsqualität die originalen Fundstücke. Zu sehen sind unter anderem Dermoplastiken eines Wollhaarnashorns und eines Rentiers sowie die Lebendrekonstruktion einer Riesenlibelle Namurotypus sippeli des Präparators und Paläontologen Werner Kraus. An Arbeitsstationen können die Besucher selbständig mit Faustkeilen und anderen Werkzeugen tätig werden.

### Veranstaltungen

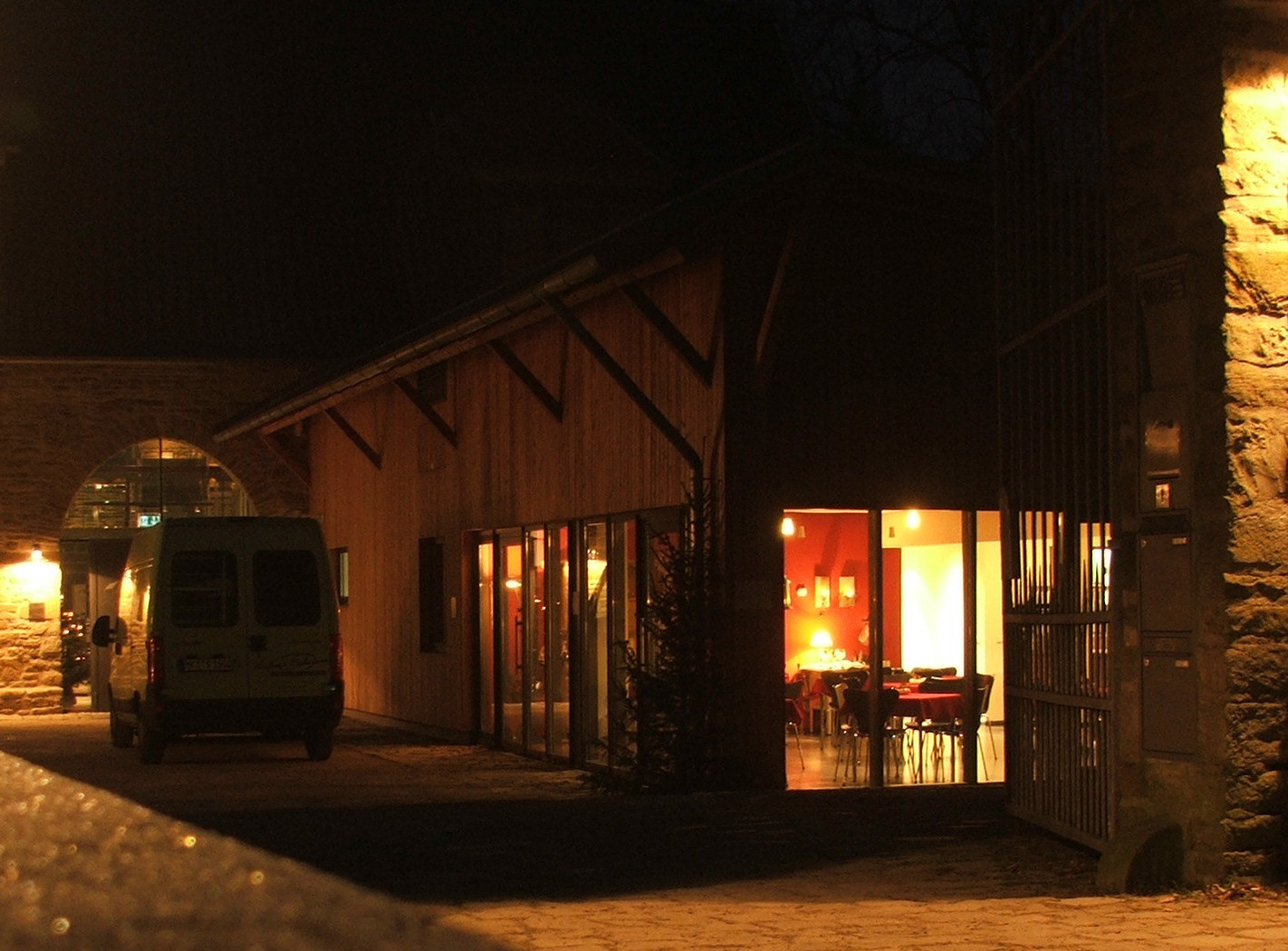
Museumscafe

Das Museum bietet inhaltlich fundierte und breit gefächerte museumspädagogische Aktionen und Begleitprogramme für Kinder, Jugendliche und Erwachsene, außerdem spezielle Programme für Schulklassen.
Es besteht eine kleine Schlossgastronomie, die parallel zum Museum geöffnet ist.